# جويل كولبيبر
جويل كولبيبر (بالإنجليزية: Joel Culpepper)‏ هو مغن مؤلف بريطاني، ولد في 25 مايو 1984.

## وصلات خارجية
- جويل كولبيبر على موقع IMDb (الإنجليزية)
- جويل كولبيبر على موقع ميوزك برينز (الإنجليزية)
- جويل كولبيبر على موقع أول ميوزيك (الإنجليزية)
- جويل كولبيبر على موقع ديسكوغز (الإنجليزية)